# Parlerò di te/Fammi entrare nell'anima
Parlerò di te/Fammi entrare nell'anima è un singolo della cantante italiana Gilda Giuliani pubblicato nel 1975 dalla casa discografica Ariston

## Descrizione
Il brano Parlerò di te è la cover italiana del brano inglese Road of life.

## Tracce
1. Parlerò di te (Di Gilberto Ziglioli e Steve Fearn)
2. Fammi entrare nell' anima (Di Gianni Faré, Gianni D'Errico e Rita Sementilli)